# Лемма Гордана
Лемма Гордана — лемма из области выпуклой геометрии и алгебраической геометрии. У неё есть несколько равносильных формулировок:
- Для выпуклого рационального полиэдрального конуса полугруппа (моноид) точек с целыми координатами, лежащих внутри него, конечно порождена[1].
- Пусть {\displaystyle A} — целочисленная матрица. Пусть {\displaystyle M} — множество неотрицательных целочисленных решений системы {\displaystyle A\cdot x=0}. Тогда существует конечное подмножество {\displaystyle N\subset M} такое, что каждый элемент {\displaystyle M} представляется как линейная комбинация векторов из {\displaystyle N} с целыми неотрицательными коэффициентами[2].
- Аффинное торическое многообразие является алгебраическим многообразием (см. далее).

Лемма названа в честь математика П. А. Гордана (1837—1912).

## Доказательства

### Геометрическое доказательство

Пример конуса в двумерном пространстве, порождённого векторами и. Эти же векторы порождают моноид целых точек в конусе.

Пример конуса в двумерном пространстве, порождённого векторами и. Вектор не выражается, как целочисленная комбинация этих векторов, но конечный набор порождает моноид целых точек в конусе.

Пусть дан выпуклый рациональный полиэдральный конус {\displaystyle \sigma ^{\vee }}, порождаемый векторами {\displaystyle u_{1},\dots ,u_{r}} как конус. Пусть {\displaystyle S_{\sigma }} — полугруппа целых точек в данном конусе, то есть
{\displaystyle S_{\sigma }=\sigma ^{\vee }\cap \mathbb {Z} ^{d},}
где {\displaystyle d} — размерность пространства, в котором лежит конус {\displaystyle S_{\sigma }}. Тогда произвольную точку {\displaystyle x\in S_{\sigma }}
можно представить в виде
{\displaystyle x=\sum _{i}n_{i}u_{i}+\sum _{i}r_{i}u_{i},}
где неотрицательные коэффициенты при {\displaystyle u_{i}} разложены в сумму неотрицательного целого {\displaystyle n_{i}} и дробной части {\displaystyle 0\leqslant r_{i}<1}. Но так как {\displaystyle x} и первая сумма целочисленны, вторая сумма тоже обязана быть вектором целочисленной решётки. При этом вторая сумма находится в ограниченной области, зависящей только от векторов {\displaystyle u_{i}}, но не от вектора {\displaystyle x}, поэтому для неё есть лишь конечное число возможностей. Таким образом, {\displaystyle S_{\sigma }} конечно порождена.

### Алгебраическое доказательство
Доказательство основано на том, что полугруппа {\displaystyle S} конечно порождена тогда и только тогда, когда её полугрупповая алгебра {\displaystyle \mathbb {C} [S]} является конечно порождённой алгеброй над {\displaystyle \mathbb {C} }.
Докажем сперва вспомогательную лемму о градуированных алгебрах.
Лемма: Пусть {\displaystyle A} — нётерово {\displaystyle \mathbb {Z} }-градуированное кольцо. Тогда {\displaystyle A^{+}=\bigoplus \limits _{0}^{\infty }A_{n}} — конечно-порождённая алгебра над {\displaystyle A_{0}}.
Доказательство леммы: пусть {\displaystyle I=\bigoplus \limits _{i=1}^{\infty }A_{i}} — идеал в {\displaystyle A}, порождённый всеми однородными элементами положительной степени. В силу нётеровости {\displaystyle A} идеал {\displaystyle I} порождён конечным числом однородных элементов положительной степени {\displaystyle f_{i}}. Пусть максимальная из степеней элементов {\displaystyle f_{i}} равна {\displaystyle d}. Если {\displaystyle f} — однородный элемент положительной степени, которая больше степеней всех {\displaystyle f_{i}}, то он представляется в виде {\textstyle f=\sum _{i}g_{i}f_{i}}. Можно от каждого {\displaystyle g_{i}} рассмотреть только однородную компоненту степени {\displaystyle \operatorname {deg} f-\operatorname {deg} f_{i}}, получив равенство {\textstyle f=\sum _{i}{\overline {g}}_{i}f_{i}}, где {\displaystyle {\overline {g}}_{i}} — однородные элементы положительной степени, причём эта степень будет строго меньше {\displaystyle \operatorname {deg} f}. Таким образом, применив индукцию по степени {\displaystyle f}, легко видеть, что {\displaystyle A^{+}} порождается {\displaystyle \bigoplus \limits _{i=0}^{d}A_{d}} как {\displaystyle A_{0}}-алгебра. Осталось показать, что {\displaystyle \bigoplus \limits _{i=0}^{d}A_{d}} конечно порождена как {\displaystyle A_{0}}-алгебра, для чего достаточно показать, что каждый {\displaystyle A_{i}} — конечно-порождённый {\displaystyle A_{0}}-модуль. Действительно, пусть дана возрастающая цепочка вложенных конечно-порождённых подмодулей {\displaystyle N_{j}} в  {\displaystyle A_{i}}, объединение которой равно всему {\displaystyle A_{i}}. Можно рассмотреть цепочку идеалов {\displaystyle N_{j}A}. По нётеровости {\displaystyle A} она стабилизируется на некотором шаге, значит стабилизируется и {\displaystyle N_{j}=N_{j}A\cap A_{i}}.
Теперь докажем, что для любого подмоноида {\displaystyle S\subset \mathbb {Z} ^{d}} выполнено следующее утверждение:
Если {\displaystyle S} конечно порождён (как моноид), то и для произвольного целочисленного вектора {\displaystyle v}, лежащего в двойственной решётке к решётке, в которой лежит моноид, подмоноид {\displaystyle S^{+}=S\cap \{x\mid \langle x,v\rangle \geqslant 0\}} также конечно порождён.
Действительно, рассмотрим алгебру {\displaystyle A=\mathbb {C} [S]}, пусть её базис есть {\displaystyle \chi ^{a},\,a\in S}. На ней можно ввести {\displaystyle \mathbb {Z} }-градуировку:
{\displaystyle A_{n}=\operatorname {span} \{\chi ^{a}\mid a\in S,\langle a,v\rangle =n\}}.
По предположению {\displaystyle A} конечно порождена, а значит нётерова. Тогда из доказанной леммы следует, что {\displaystyle \mathbb {C} [S^{+}]=\bigoplus \limits _{0}^{\infty }A_{n}} — конечно порождённая алгебра над {\displaystyle A_{0}}. Полугруппа {\displaystyle S_{0}=S\cap \{x\mid \langle x,v\rangle =0\}} лежит в подпространстве меньшей размерности, поэтому можно считать при помощи индукции по размерности, что она тоже конечно порождена, а значит и алгебра {\displaystyle A_{0}=\mathbb {C} [S_{0}]} конечно порождена. Таким образом, {\displaystyle S^{+}} конечно порождён.
Наконец, из доказанного утверждения следует лемма Гордана. Действительно, можно рассмотреть в качестве {\displaystyle S} всю целочисленную решётку и применять лемму к каждой гиперплоскости, задающей грань максимальной размерности полиэдрального конуса, пока не останется моноид целочисленных точек внутри конуса.

## Применения

### Аффинные торические многообразия
В стандартном определении аффинного торического многообразия по решётке {\displaystyle M} и выпуклому рациональному полиэдральному конусу {\displaystyle \sigma ^{\vee }} в пространстве, соответствующем решётке, строится полугруппа {\displaystyle \sigma ^{\vee }\cap M}, по ней алгебра {\displaystyle \mathbb {C} [\sigma ^{\vee }\cap M]} и рассматривается её спектр. Из леммы Гордана следует корректность этого определения: полученная алгебра конечно порождена, то есть действительно задаёт аффинное многообразие как свой спектр.

### Максимальная степень неразложимого мультигиперграфа
Мультигиперграф с множеством вершин {\displaystyle V} — это мультимножество подмножеств {\displaystyle V}. Мультигиперграф называется регулярным, если у всех вершин одинаковая степень. Мультигиперграф {\displaystyle (V,E)} называется разложимым, если у него можно выбрать собственное непустое подмультимножество рёбер {\displaystyle F\subset E} так, что мультигиперграф {\displaystyle (V,F)} тоже регулярен для некоторой степени {\displaystyle k<n}. Для натурального {\displaystyle n} обозначим через {\displaystyle D(n)} максимальную степень неразложимого мультигиперграфа на {\displaystyle n} вершинах. Из леммы Гордана следует, что {\displaystyle D(n)} конечно.
Доказательство: для каждого подмножества вершин {\displaystyle S} определим переменную {\displaystyle x_{S}} (принимающую неотрицательные целые значения). Добавим также ещё одну переменную {\displaystyle d} (тоже принимающую неотрицательные целые значения). Рассмотрим набор из {\displaystyle n} уравнений (по одному уравнению на каждую вершину):
{\displaystyle \forall v\in V\colon \sum _{S\ni v}x_{S}-d=0}
Каждое решение {\displaystyle (\mathbf {x} ,d)} задаёт регулярный мультигиперграф с множеством вершин {\displaystyle V}: {\displaystyle \mathbf {x} } задаёт кратности соответствующих гиперрёбер, а {\displaystyle d} задаёт степень вершин. По лемме Гордана множество решений порождается конечным набором решений, то есть существует конечный набор {\displaystyle M} мультигиперграфов таких, что каждый регулярный мультигиперграф — это линейная комбинация некоторых элементов {\displaystyle M}. Все неразложимые мультигиперграфы должны лежать в {\displaystyle M}, то есть их множество конечно.